# 井浦仙太郎
井浦 仙太郎（いうら せんたろう、明治11年（1878年）6月10日 - 昭和30年（1955年）11月2日）は、日本の経済学者。東京商科大学（現一橋大学）名誉教授。位階は正三位。

## 人物・経歴
東京府士族。1897年東京府尋常中学校（現東京都立日比谷高等学校）卒業。1901年東京高等商業学校（現一橋大学）本科卒業。1903年同校専攻部卒業。1904年福岡市立福岡商業学校（現福岡市立福翔高等学校）教諭。1905年市立大阪高等商業学校（現大阪公立大学）教諭。
1908年 神戸高等商業学校（現神戸大学）教授。1910年から1913年まで商業学研究のためアメリカ合衆国、ドイツ帝国、イギリスに留学。1911年小樽高等商業学校（現小樽商科大学）教授。
1914年 小樽高等商業学校図書課長。1915年 小樽高等商業学校図書館主幹。1918年 東京高等商業学校教授兼小樽高等商業学校教授。1920年東京商科大学（現一橋大学）助教授兼東京商科大学附属商学専門部教授、小樽高等商業学校教授、叙従五位。
1922年 勲五等瑞宝章受章。1923年名古屋高等商業学校（現名古屋大学）講師、叙正五位。東京商科大学教授を経て、1926年教員検定委員会臨時委員。1927年 勲三等瑞宝章受章。1928年叙従四位。1933年叙正四位。
1934年 取引所制度調査会委員。同年 勲二等瑞宝章受章。1937年東京商科大学附属商学専門部主事、東京商科大学附属商業教員養成所主事。1938年叙従三位。
1939年東京商科大学名誉教授、叙正三位。1941年紀元二千六百年祝典記念章受章。1955年木杯一組台附受章。指導学生に竹村吉右衛門（元安田生命社長）、松本雅男（一橋大学名誉教授）などがいる。

## 著書
- 『取引所論』東京高等商業学会 1925年
- 『取引所 上巻』東京商科大学 1928年
- 『取引所 : 昭和十二年度講義要綱』東京プリント刊行會 1937年
- 『銀行及金融一般』陸軍東京實業講習會
- 『取引所論』出版者不明

## 分担執筆
- 「特權取引の理法」, 東京商科大學『東京商科大學創立五十周年記念論文集』東京商科大學 1925年

## 関連文献
- 高瀬荘太郎編『最近の金融・経済問題 : 井浦先生還暦記念出版』叢文閣 1942年